# Blåsningen (TV-program)
Blåsningen var ett svenskt humorprogram producerat av MTV Produktion och har visats på TV3 i olika omgångar. Under 1997 sände TV3 Blåsningen - revanschen där kändisarna som blivit lurade fick chansen att blåsa Lennart Swahn. Under 2001 sände TV3 Blåsningen guld där man visade de bästa och de roligaste blåsningarna från de tidigare säsongerna, dessutom hade tittarna möjligheten att göra egna blåsningar.
Programmet är baserat på den kanadensiska serien "Surprise sur prise" och är i stort sett en variant på Dolda kameran, där kända svenskar utsätts för practical jokes eller underliga situationer via vänner som så kallade "mullvadar".
Lennart Swahn var seriens första programledare 1995-1998. Han efterträddes av Birgitte Söndergaard och Ulf Larsson. En ny säsong började den 17 januari 2010 och avslutades 21 mars 2010 med Renée Nyberg som programledare.
Den norska motsvarigheten heter Komplottet.
Ett antal avsnitt av Blåsningen kan betraktas som extra nämnvärda. Till exempel luras Peter Settman att tro att han har släckt ner Expressen-skrapan, och fotbollsspelaren Anders Limpar reser 2 år framåt i tiden. Det senare av dessa sägs ha varit ett av de dyraste avsnitten att spela in, där man fått försvaret att ställa upp gratis med tre Viggen-plan för att göra det hela trovärdigt. Bert Karlsson var huvudperson i en annan klassiker, där en djurtransport från Borås Djurpark hade krockat utanför Berts hus i Skara, och en gorilla tagit sig in i hans hem.